# Giải vô địch bóng đá nữ U-16 châu Á 2013
Giải vô địch bóng đá nữ U-16 châu Á 2013 diễn ra tại Trung Quốc từ 26 tháng 9 tới 15 tháng 11 năm 2013. Ba đội đứng đầu là Cộng hòa Dân chủ Nhân dân Triều Tiên, Trung Quốc và Nhật Bản giành quyền dự vòng chung kết Giải vô địch bóng đá nữ U-17 thế giới 2014.

## Vòng bảng

### Bảng A
| Đội        | Tr | T | H | B | BT | BB | HS  | Đ |
| ---------- | -- | - | - | - | -- | -- | --- | - |
| Trung Quốc | 2  | 2 | 0 | 0 | 19 | 0  | +19 | 6 |
| Úc         | 2  | 1 | 0 | 1 | 8  | 2  | +6  | 3 |
| Bahrain    | 2  | 0 | 0 | 2 | 0  | 25 | −25 | 0 |

| Bahrain | 0–17    | Trung Quốc |
| ------- | ------- | --- |
|         | Báo cáo | Trần Ngọc Đan 3', 36' · Ngũ Duyệt 11', 19', 21' · Lưu Ngạn 15', 32', 57', 68', 85' · Alzayani 46' (l.n.) · Tần Mạn Mạn 50', 51' · Thôi Vũ Hàm 53', 60', 89' · Thẩm Lộ Phàm 90+2' |

| Úc                                                                                               | 8–0     | Bahrain |
| ------------------------------------------------------------------------------------------------ | ------- | ------- |
| Pollicina 19' · Stockdale 22' · Pitts 24' · Mcgladrigan 35' · Franco 64', 74', 85' · Chidiac 83' | Báo cáo |         |

| Trung Quốc                        | 2–0     | Úc |
| --------------------------------- | ------- | -- |
| Thôi Vũ Hàm 31' · Phạm Vũ Thu 35' | Báo cáo |    |

### Bảng B
| Đội               | Tr | T | H | B | BT | BB | HS  | Đ |
| ----------------- | -- | - | - | - | -- | -- | --- | - |
| CHDCND Triều Tiên | 2  | 2 | 0 | 0 | 16 | 0  | +16 | 6 |
| Đài Bắc Trung Hoa | 2  | 1 | 0 | 1 | 2  | 11 | −9  | 3 |
| Jordan            | 2  | 0 | 0 | 2 | 1  | 8  | −7  | 0 |

| Jordan | 0–6     | CHDCND Triều Tiên                                                                        |
| ------ | ------- | ---------------------------------------------------------------------------------------- |
|        | Báo cáo | Wi Jong-sim 10' · Mun Kyong-yong 21' (ph.đ.) · Ri Hae-yon 34', 45', 57' · Kim Pom-ui 67' |

| Đài Bắc Trung Hoa                    | 2–1     | Jordan             |
| ------------------------------------ | ------- | ------------------ |
| Phan Hân Dư 39' · Dương Giai Tuệ 42' | Báo cáo | Manar Mohammad 88' |

| CHDCND Triều Tiên | 10–0    | Đài Bắc Trung Hoa |
| --- | ------- | ----------------- |
| Ri Pom-hwang 8' · Wi Jong-sim 20', 24' · An Song-ok 22' · Sung Hyang-dim 39', 41', 85' · Kim Pom-ui 50' · Ri Hae-yon 54' · Ri Un-yong 77' | Báo cáo |                   |

### Bảng C
| Đội        | Tr | T | H | B | BT | BB | HS | Đ |
| ---------- | -- | - | - | - | -- | -- | -- | - |
| Thái Lan   | 2  | 1 | 1 | 0 | 5  | 2  | +3 | 4 |
| Hàn Quốc   | 2  | 0 | 2 | 0 | 2  | 2  | 0  | 2 |
| Uzbekistan | 2  | 0 | 1 | 1 | 0  | 3  | −3 | 1 |

| Uzbekistan | 0–0     | Hàn Quốc |
| ---------- | ------- | -------- |
|            | Báo cáo |          |

| Thái Lan                                 | 3–0     | Uzbekistan |
| ---------------------------------------- | ------- | ---------- |
| Sojirat 15' · Sudarat 37' · Jiraporn 68' | Báo cáo |            |

| Hàn Quốc                    | 2–2     | Thái Lan           |
| --------------------------- | ------- | ------------------ |
| Lee So-hee 67' (ph.đ.), 85' | Báo cáo | Sudarat 80', 90+3' |

### Bảng D
| Đội      | Tr | T | H | B | BT | BB | HS  | Đ |
| -------- | -- | - | - | - | -- | -- | --- | - |
| Nhật Bản | 2  | 2 | 0 | 0 | 28 | 0  | +28 | 6 |
| Iran     | 2  | 1 | 0 | 1 | 2  | 9  | −7  | 3 |
| Guam     | 2  | 0 | 0 | 2 | 0  | 21 | −21 | 0 |

| Guam | 0–19    | Nhật Bản |
| ---- | ------- | --- |
|      | Báo cáo | Kamogawa 16', 18', 46' · Kobayashi 17', 20', 27', 37', 52' · Sugita 32', 40' · Kanda 39' · Kitagawa 55', 68', 72', 87' · Abe 59' · Kono 63' · Imai 75' · Miura 83' |

| Iran                        | 2–0     | Guam |
| --------------------------- | ------- | ---- |
| Behesht 45+2' · Geraeli 55' | Báo cáo |      |

| Nhật Bản                                                                                    | 9–0     | Iran |
| ------------------------------------------------------------------------------------------- | ------- | ---- |
| Nishida 4', 5' · Minami 10' · Kitagawa 12', 70' · Sugita 27' · Nagano 45+1', 90' · Kono 63' | Báo cáo |      |

## Vòng đấu loại trực tiếp
|  | Bán kết           | Bán kết  |                   |       | Chung kết | Chung kết |
|  |                   |          |                   |       |           |           |
|  |                   |          |                   |       |           |           |
|  |                   |          |                   |       |           |           |
|  | Trung Quốc        | 1        |                   |       |           |           |
|  | Trung Quốc        | 1        |                   |       |           |           |
|  | CHDCND Triều Tiên | 3        |                   |       |           |           |
|  | CHDCND Triều Tiên | 3        | CHDCND Triều Tiên | 1 (5) |           |           |
|  |                   |          | CHDCND Triều Tiên | 1 (5) |           |           |
|  |                   | Nhật Bản | 1 (6)             |       |           |           |
|  | Thái Lan          | Nhật Bản | 1 (6)             | 0     |           |           |
|  | Thái Lan          |          |                   | 0     |           |           |
|  | Nhật Bản          | 6        |                   |       |           |           |
|  | Nhật Bản          | 6        | Tranh hạng ba     |       |           |           |
|  |                   |          |                   |       |           |           |
|  |                   |          |                   |       |           |           |
|  |                   |          |                   |       |           |           |
|  | Trung Quốc        | 2 (4)    |                   |       |           |           |
|  | Trung Quốc        | 2 (4)    |                   |       |           |           |
|  | Thái Lan          | 2 (2)    |                   |       |           |           |

### Bán kết
| Trung Quốc      | 1–3     | CHDCND Triều Tiên                    |
| --------------- | ------- | ------------------------------------ |
| Tần Mạn Mạn 66' | Báo cáo | Ju Hyo-sim 35' · Ri Hae-yon 41', 83' |

| Thái Lan | 0–6     | Nhật Bản                                                 |
| -------- | ------- | -------------------------------------------------------- |
|          | Báo cáo | Kobayashi 12', 63' · Sugita 31', 85', 90' · Kamogawa 88' |

### Tranh hạng ba
| Trung Quốc                     | 2–2     | Thái Lan                    |
| ------------------------------ | ------- | --------------------------- |
| Lưu Ngạn 18' · Ngũ Duyệt 90+4' | Báo cáo | Thanakorn 49' · Sudarat 67' |
| Loạt sút luân lưu              |         |                             |
|                                | 4–2     |                             |

### Chung kết
| CHDCND Triều Tiên  | 1–1     | Nhật Bản  |
| ------------------ | ------- | --------- |
| Sung Hyang-sim 71' | Báo cáo | Miura 63' |
| Loạt sút luân lưu  |         |           |
|                    | 5–6     |           |